# Rofin
Rofin o Rofian o Rufian (fl. XIII secolo) è stato un trovatore che scrisse in lingua occitana.
Della sua opera ci restano alcune tenzone, una delle quali è rivolta a una certa Domna H. Il nome serve senz'altro a nascondere la vera identità, forse per modestia o anche per discrezione, considerata l'arditezza e la "scabrosità" del tema toccato nel partimen in cui è coinvolta. Né Domna H. né Rofin sono stati identificati con certezza, ma probabilmente si tratta di una donna italiana e di uno joglar.
Domna H. propone un tipico dilemma della lirica trobadorica, dove il primo "contendente" inizia il partimen offrendo una doppia alternativa, mentre il secondo sceglie quella che deve difendere, lasciando al primo l'obbligo di difendere l'altra rimasta. Domna H. chiede dunque quale amante è più nobile: uno che mantiene la sua promessa per ottemperare ai desideri della dama o l'amante che non è di parola e la prende con la forza? Qual che sia la scelta, ne risulta sempre che essa è provocatoria, poiché nel caso in cui Rofin scelga di difendere il violentatore, si troverebbe spiazzato a fare la parte del fellone, cosa inammissibile, almeno teoricamente, nell'ambito di un'"alta società" di mentalità cortese. Viceversa se scegliesse, come d'altronde fa, di prendere le parti del leale amante, si troverebbe nella condizione di lasciare la difesa del violentare nelle mani, o meglio, alle parole di Domna H. Optando dunque per l'amante irreprensibile, Domna H. è obbligata, in base alle regole del gioco, ma con un'audacia che sorpassa la spregiudicatezza, a difendere la posizione del violentatore.
Domna H. propone:
no ill faram; e l'uns s'abriva
e 'l faig, que sagramen no ill te;
l'autres no l'ausa far per re.»
Tra ,le altre risposte, Rofin gli fa questa:
Di rofin abbiamo un'altra tenso composta insieme al "fratello" Izarn al quale dice:
                         Vos que amatz.»